# فوينلابرادا سينترال (محطة مترو أنفاق مدريد)
فوينلابرادا سينترال (بالإسبانية: Fuenlabrada Central)‏ هي محطة مترو أنفاق في مدريد في إسبانيا، تقع على الخط رقم 12. 

1. ↑  وصلة مرجع: https://www.renfe.com/es/es/cercanias/cercanias-madrid/mapas/_jcr_content/root/rfdetail_1533976044/responsivegrid/rfimg.coreimg.png/1632940654472/plano-madrid-n.png.